# Americana (ciclismo)

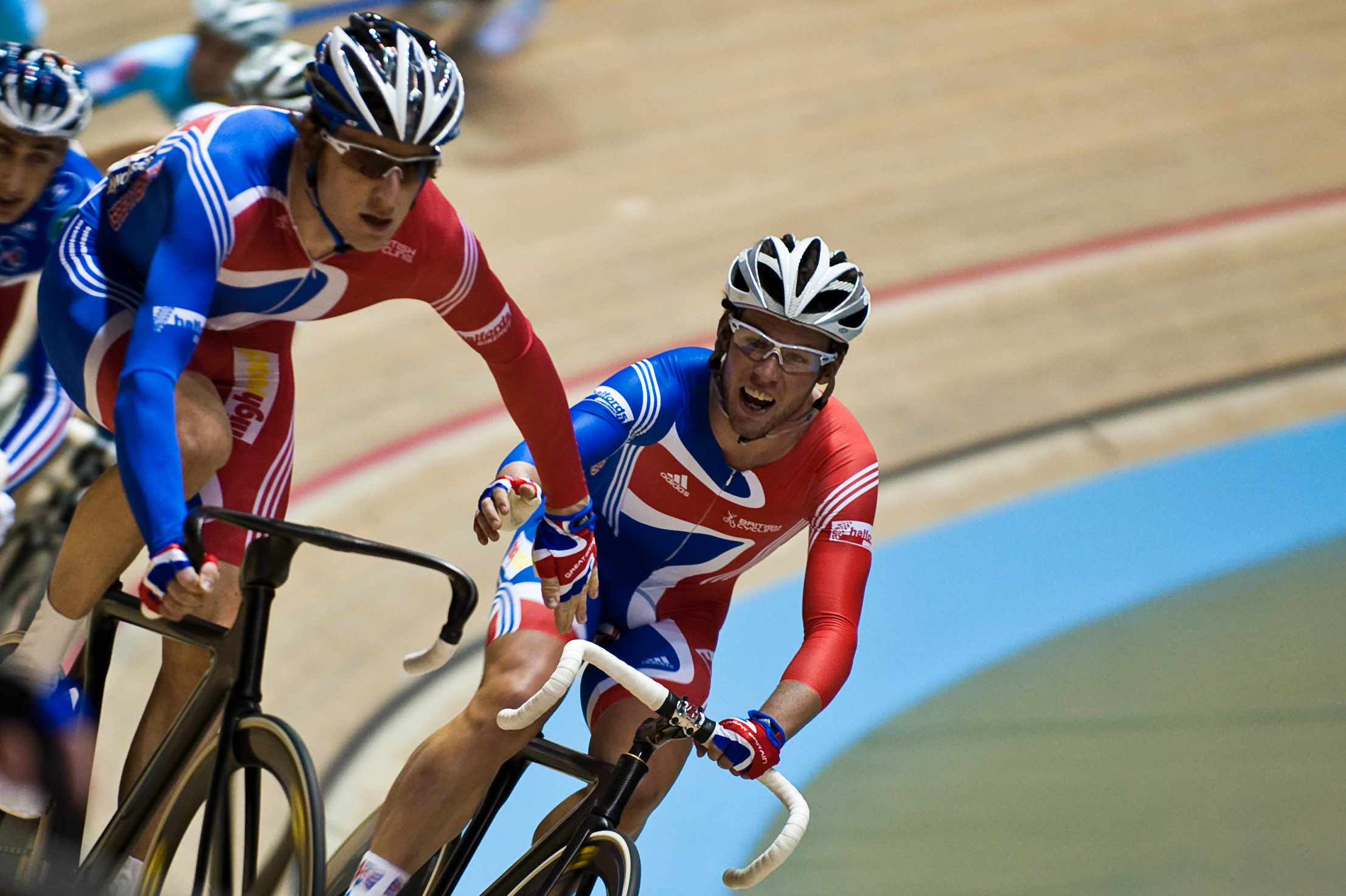
Bradley Wiggins e Mark Cavendish si danno il cambio in una gara di americana

L'americana, anche detta madison (veniva disputata al Madison Square Garden di New York), è una specialità del ciclismo su pista. Consiste in una corsa a punti in cui si affrontano squadre formate ciascuna da due ciclisti, i quali si alternano in gara dandosi il cambio. La classifica finale viene stilata in base al numero di giri completati da ciascuna squadra e, in caso di parità di giri, al numero di punti ottenuti negli sprint intermedi.
L'americana è stata specialità prettamente maschile, tuttavia negli ultimi anni è stata inserita anche nel programma di competizioni femminili. Fa parte del programma mondiale dal 1995 ed è stata inoltre evento olimpico dal 2000 al 2008, nel 2021 e nel 2024. È la prova che chiude tutte le giornate di gara nelle tradizionali Sei giorni.

## Svolgimento delle gare
La gara di americana si svolge su un numero di giri prefissato, variabile a seconda della lunghezza della pista, della categoria e della competizione. Nella categoria Elite vengono generalmente percorsi 100 giri sulle piste da 250 metri, 75 su quelle da 333,33 metri e 65 su quelle da 400, per una distanza che può quindi variare tra 25 e 26 chilometri; restano comunque cinque gli sprint intermedi. Va ricordato però che ai campionati del mondo il chilometraggio e il numero di sprint sono superiori: su pista da 250 metri la distanza da coprire diventa di 50 chilometri (200 giri), mentre le volate intermedie, che per regolamento sono ogni 20 giri, diventano 10. Tra gli juniores la distanza da coprire è in genere di 20 chilometri, con 4 sprint, ai mondiali è invece di 30 chilometri con 6 sprint.
Lo scopo dell'americana è quello di conquistare più giri possibili sul gruppo, cercando la fuga e rientrando nel gruppo stesso: la classifica sarà infatti stilata in base al numero di tornate completate da ciascuna squadra (che vuole anche dire in base al numero di giri di ritardo dalla coppia vincitrice). A parità di giri, si considerano ai fini della graduatoria i punti conquistati nelle volate intermedie: per ogni volata vengono assegnati, come nella corsa individuale, 5 punti al primo classificato, 3 al secondo, 2 al terzo e 1 al quarto. In caso di parità sia di giri sia di punti, si terrà conto del piazzamento nell'ultima volata.
I due corridori della medesima squadra, identificati da uno stesso numero di colore differente, possono darsi ripetutamente il cambio nei momenti che ritengono più opportuni. Il cambio è effettuato in modo che il corridore che arriva da dietro afferri la mano del compagno (o ne tocchi il pantaloncino) e lo spinga, facendogli acquisire velocità. In generale il ciclista che non è al momento in gara deve seguire la corsa attentamente, in maniera tale da trovarsi in posizione favorevole per il cambio o nell'eventualità che il compagno di squadra cada o abbia problemi meccanici; in tal caso dovrà prontamente sostituirlo in corsa. La corsa è infatti passibile di neutralizzazione, per una distanza di 1000 metri, soltanto se entrambi i ciclisti di una squadra cadono.